# Утевська Паола Володимирівна
Паола Володимирівна Утєвська (14 вересня 1911, Одеса — 2001, Київ) — українська дитяча письменниця.

## Біографія
Народилася в Одесі. Батько — скульптор Володимир Олексійович Іздебський (1882—1965), мати — Євгенія Львівна Утевська (1888—1970), у радянські роки — авторка багатьох книжок з хімії. Батьки Паоли не могли узяти формальний шлюб, бо батько був православним, а мати — єврейкою. 1913 року батько покинув сім'ю та емігрував у Париж, де одружився, а 1940 року переїхав у США.
Закінчила 1925 року трудову школу, 1931 року — робітфак Київського хіміко-технологічного інституту, а 1941 року — філологічний факультет Київського університету.
З початком німецько-радянської війни пішла на фронт. Під час військової служби опублікувала першу статтю в армійській газеті Сталінградського фронту. В Сталінграді була начальником госпітальної бібліотеки.
В травні 1942 року її було контужено та важко поранено. Після одужання повернулася на дійсну військову службу.
Після закінчення війни оселилася в Києві. У 1945—1949 роках була літературною консультанткою в «Літературній газеті», згодом працювала в журналі «Вітчизна».
Дружила з сім'єю письменника Віктора Некрасова, залишила про нього спогади. 1960 року знялася разом з ним у жартівливому саморобному фільмі «Паола и роман».
Авторка багатьох науково-художніх та науково-популярних книжок для дітей. Також друкувала статті, оповідання та рецензії в журналах «Вiтчизна», «Днiпро», «Радуга», «Пiонерiя», «Новый мир», «Барвiнок».
Померла 2001 року у Києві.

## Твори
- Вічні мандрівники. — К.: Веселка, 1972. — 238 с.
- Вода-мандрівниця, вода-трудівниця. — К.: Веселка, 1985. — 16 с.
- Дарунки зеленого друга: Оповідання. — К.: Веселка, 1980. — 40 с.
- Історія фарфорової чашки: Оповідання. — К.: Веселка, 1986. — 102 с.
- Квітковий годинник. — К.: Дитвидав УРСР, 1962. — 64 с.
- Костикова зелена республіка: Оповідання. — К.: Веселка, 1968. — 79 с.
- Невмирущі знаки. — К.: Веселка, 1976. — 264 с.
- Оповідання про скляну ниточку. — К.: Веселка, 1965. — 35 с.
- Правда, яка нагадує казку: Оповідання. — К.: Веселка, 1978. — 96 с.
- Таємниці твоєї кімнати. — К.: Радянська школа, 1966. — 135 с.
- Будинок із левами: Нариси історії українського візуального мистецтва XI—XX століть / За заг. ред. Андрія Пучкова. — К.: Дух і літера, 2024. — 568 с. — ISBN 978-617-8262-23-5 (співавтор: Дмитро Горбачов).

Російською мовою
- Утевская П. Здравствуй, Киев! Фотокнижка. — М.: Детская литература, 1982. — 48 с., илл. Фотографии И. Гильбо и Е. Огобенина.
- Утевская П. Рассказы о стеклянной ниточке. — М.: Детская литература, 1968. — 48 с. (пер. на русский язык Кон Л.)
- Утевская П. Слов драгоценные клады. — М.: Детская литература, 1985. — 191 с. (пер. на русский язык Мусиенко М., Рубинштейн Р.)